# In Your House
 Der er for få eller ingen kildehenvisninger i denne artikel, hvilket er et problem. Du kan hjælpe ved at angive troværdige kilder til de påstande, som fremføres i artiklen.

In Your House var en serie af pay-per-view-shows inden for wrestling produceret af World Wrestling Federation. Der blev afholdt i alt 28 shows fra 1995 til 1999. Oprindeligt blev In Your House-showene afholdt i de måneder, hvor WWF ikke i forvejen havde et stort pay-per-view-show, som eksempelvis WrestleMania, King of the Ring, SummerSlam, Survivor Series og Royal Rumble. Disse shows varede tre timer og kostede mere end In Your House-showene, der kun varede to timer og var væsentligt billigere. In Your House-showene blev droppet, da WWF's konkurrent World Championship Wrestling begyndte at tilbyde pay-per-view-shows hver måned, hvilket tvang WWF til at gøre det samme. 
De enkelte shows var nummereret, som eksempelvis In Your House 1, osv., indtil specielle undertitler blev tilføjet, som eksempelvis In Your House 7: Good Friends, Better Enemies. Senere begyndte WWF at bytte rundt på In Your House og undertitlen, som eksempelvis i Fully Loaded: In Your House, og til sidst valgte man helt at droppe In Your House-navnet. I dag eksisterer flere af WWE's pay-per-view-shows under tidligere undertitler, heriblandt No Way Out, Backlash, Judgment Day og Unforgiven, og varer tre timer. 
| Sport | Spire Denne artikel om sport er en spire som bør udbygges. Du er velkommen til at hjælpe Wikipedia ved at udvide den. |